# Ялта-45
«Ялта-45» — російський чотирисерійний телевізійний художній фільм режисера Тиграна Кеосаяна, знятий у 2011 році.
Заснований на реальних історичних подіях, що відбувалися в Ялті під час Другої світової війни. Фільм оповідає про період підготовки до зустрічі лідерів трьох країн антигітлерівської коаліції — СРСР, США і Великої Британії — на початку 1945 року. Події фільму вміщують вісім січневих днів 1945 року.
Зйомки картини відбувалися у Криму на початку 2011 року, практично в ті ж терміни, коли проходила Ялтинська конференція.
Прем'єрний показ телефільму відбувся з 1-го по 4-те травня 2012 року на російському «Першому каналі».

## Сюжет
Січень 1945 року. У Ялті повним ходом йде підготовка до зустрічі лідерів трьох країн антигітлерівської коаліції: Сталіна, Рузвельта і Черчилля. Спецслужби союзників працюють спільно, щоб забезпечити першим особам повну безпеку. Непокояться вони не даремно: за агентурними даними, в місті дійсно зачаїлася група диверсантів, що загрожує зірвати доленосну зустріч, плануючи замах на голів коаліції. На боротьбу з диверсантами кинуті кращі сили — капітан контррозвідки Олексій Турок (Олександр Голубєв) з помічниками, місцевий слідчий Жора Маркаров (Євген Міллер) і майор американської розвідки Джон Вілбі (Максим Матвєєв). Туроку важливо встигнути розібратися, наскільки надійні нові друзі і чи небезпечно довіряти старим…

## Ролі виконують

### У головних ролях
- Олександр Голубєв — Олексій Турок, капітан радянської контррозвідки, головний спеціаліст по диверсійній роботі особливої групи
- Євген Міллер — Жора (Георгій Арутюнович) Маркаров, слідчий карного розшуку міста Ялти, капітан, вірменин за національністю
- Максим Матвєєв — Джон Вілбі (він же Іван Сергійович Івлєв), майор спеціального відділу «Х-2» Управління стратегічних служб американської контррозвідки, православний російського походження
- Олена Хмельницька — Ніна, вдова фронтовика Володі, друга Жори
- Христина Бабушкіна — Люська, конвоїр, єфрейтор
- Михайло Євланов — Ісмаїл Кадиєв, колишній товариш по службі Жори, кримський татарин (записався лезгином)
- Катерина Кузнецова — Віра, медсестра
- Олександр Феклістов — Федотов, комісар 3-го рангу НКДБ СРСР
- Олександр Коршунов — Мавлянов, слідчий НКДБ СРСР, майор
- Олексій Девотченко — Шебеко, доктор

### У ролях
- Борис Каморзин — Микола Сидорович Власик, перший заступник начальника 1-го відділу НКВС СРСР
- Валерій Зайцев — Борис Сергійович Гайдеш, перукар
- Віктор Добронравов — Кавун, колишній кримінальник, бандит-диверсант
- Іван Добронравов — Рябець («Рябчик»), чистильник взуття, бандит-диверсант
- Володимир Капустін — Леонід, ветеран війни
- Микола Козак — співробітник НКВС
- Семен Почевалов — молодий співробітник кримінального розшуку
- Ігор Савочкін — Іванов, радист
- Єгор Сальников — Сеньшов, рядовий
- Сергій Фролов — майор
- Павел Цибок
- Юрій Яковлев-Суханов — Олексій Дмитрович Бесчастнов, підполковник, заступник начальника охорони Лівадійського палацу
- Юрій Рудченко — директор ресторану «Ялта»
- Сергій Романюк — комісар органів держбезпеки
- Олександр Логінов — Рейлі, генерал
- Валерій Легін — британський офіцер
- Павло Гаврилюк
- Владислав Мамчур — підполковник органів держбезпеки
- Сергій Дерев'янко — Ковальов, майор
- Катерина Кістень — Марина, конвоїр
- Анна Яремчук — Клавдія, конвоїр
- Андрій Павленко
- Борис Георгієвський — Локтєв, майор
- В'ячеслав Довженко
- Єлизавета Курбанмагомедова (Майська) — Аля

## Творці серіалу
- Режисер-постановник: Тигран Кеосаян.
- Автор сценарію: Олексій Поярков.
- Головний оператор: Ігор Клебанов
- Композитор: Сергій Терехов.
- Художник: Петро Корягін.
- Продюсери: Сергій Даніелян, Арам Мовсесян, Денис Фролов, Рубен Дішдишян.
- Виконавчі продюсери: Тетяна Воронович, Давид Кеосаян, Наталія Каптан.
- Художник по костюмах: Світлана Смирнова.
- Художник по гриму: Тетяна Петрова.
- Режисер монтажу: Ігор Отдєльнов.
- Режисер: Варвара Шуваєва.
- Звукорежисер: Костянтин Хаджиєв.
- Лінійний продюсер: Олена Перепечко.
- Редактор проекту: Сергій Козін.
- Художники-постановники: Петро Корягін, Ігор Клебанов.